# Parachius
Parachius is een geslacht van wantsen uit de familie van de Miridae (blindwantsen). Het geslacht werd voor het eerst wetenschappelijk beschreven door William Lucas Distant in 1884.

## Soorten
Het genus bevat de volgende soorten:

- Parachius luteolus Distant, 1884
- Parachius pallidus Carvalho & Costa, 1993
- Parachius rufovittatus Carvalho, 1944
- Parachius virescens Carvalho & Gomes, 1968